# Kostel svatého Jana Křtitele (Dolní Hbity)
Kostel svatého Jana Křtitele je novorománská stavba v obci Dolní Hbity, okres Příbram. Kostel zasvěcený svatému Janu Křtiteli je dominantou obce při pohledu ze všech světových stran a dává jí její charakter. Od roku 1998 je chráněn jako kulturní památka České republiky.

## Historie kostela

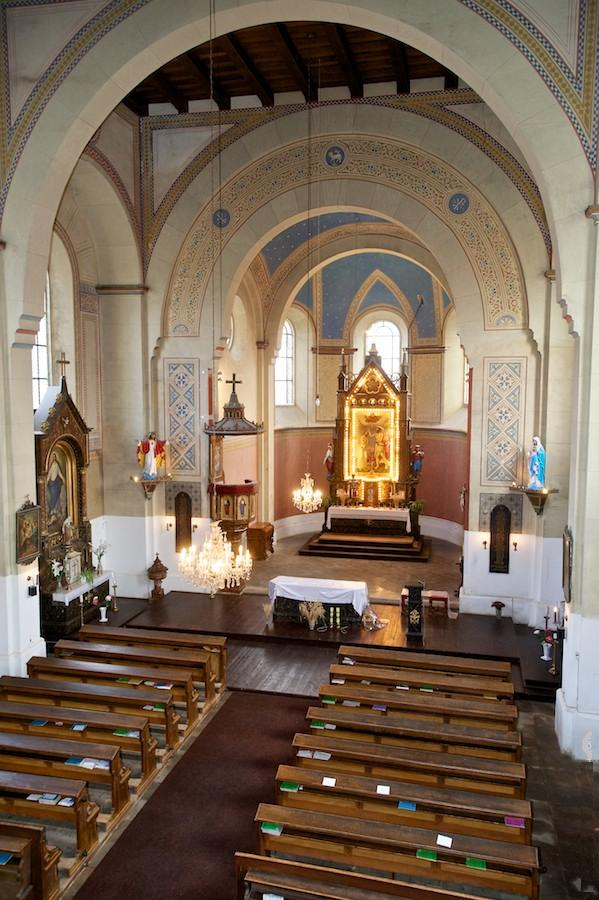
Pohled z kruchty

## Varhany v kostele

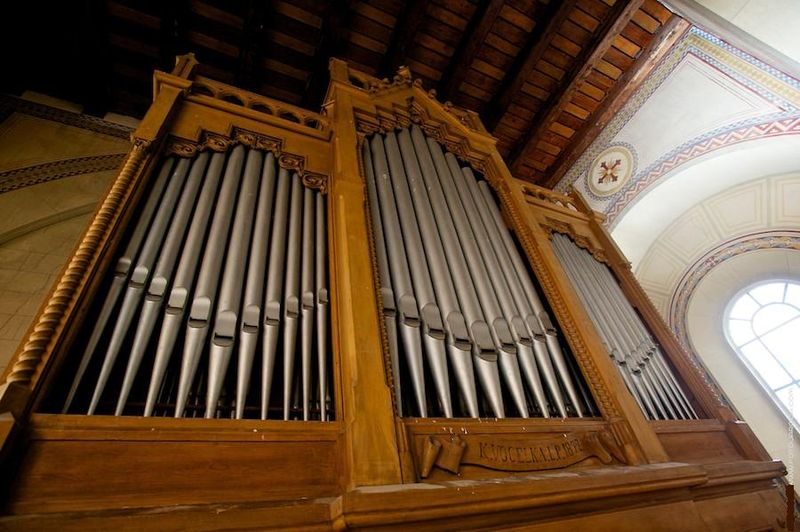
Od oltáře

Varhany umístěné v dolnohbitském kostele vyrobil pražský varhanář Karel Vocelka. Jsou kvalitní jak úrovní hlasu, tak i vzhledem, který ovlivňuje pohled na vnitřní část kostela. Velikost varhan odpovídá celkové velikosti kostela, který je třetí největší v okrese Příbram (větší jsou v Příbrami a Bohutíně).
Velký problém pro kostel a varhany vyvolala 1. světová válka. Nejdříve musely být odevzdány dva měděné bubny a potom mělo dojít na píšťaly, protože byly cínové, což byl kov, který se tehdy zabavoval ve prospěch státu. V únoru 1918 byly píšťaly z varhan demontovány. Pokoušel se je zachránit tehdejší farář, který prosadil, aby nebyly hned namačkány do beden a řadu měsíců zdržoval jejich odeslání. Nakonec je musel nechat rozmačkat, ale podařilo se mu nechat je v Dolních Hbitech až do konce války. Pak mohly být prodány za 9 600 Kč. Tyto peníze pak byly použity na nákup nových píšťal. Nové píšťaly již nebyly cínové, ale zinkové. Jejich cena byla 3 500 Kč a namontovány byly v roce 1920. Tehdy byly také naladěny. K poškození varhan potom došlo v roce 1968 při požáru věže kostela, kdy do nich při hašení zatékala voda. Opravu provedl v roce 1969 Miroslav Heger z Hořovic.

## Galerie

Exteriér
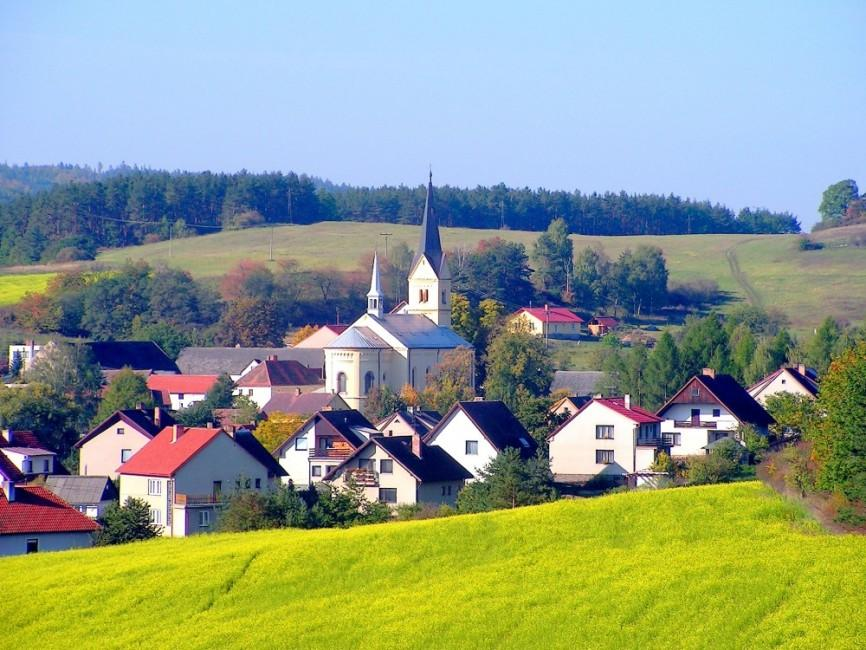
Pohled od školy
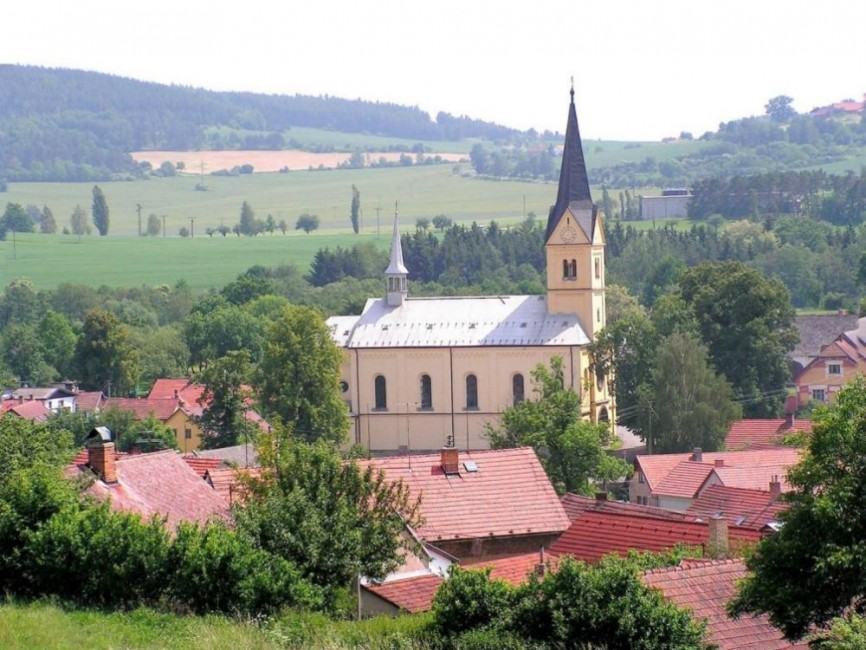
Pohled od Číhadla
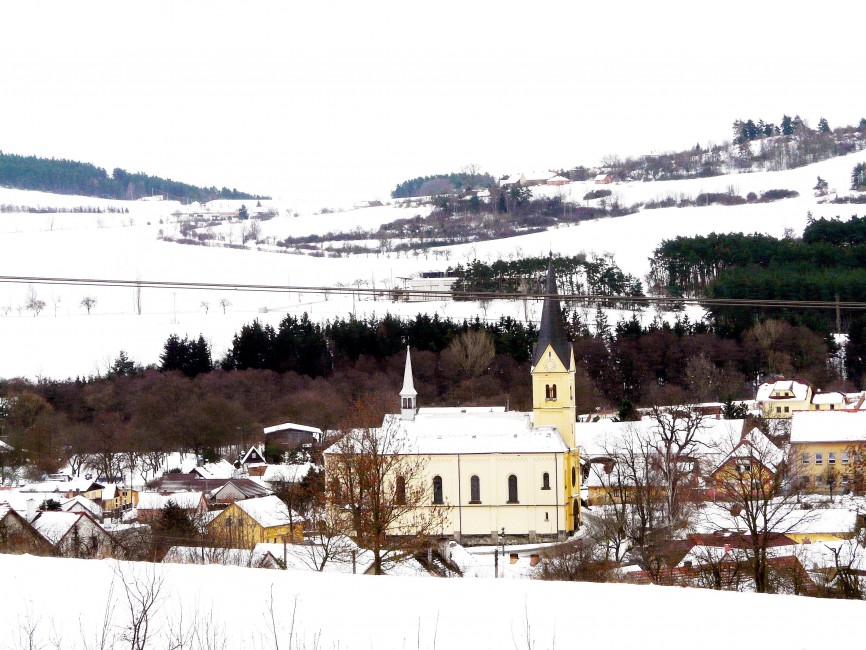
Zimní pohled
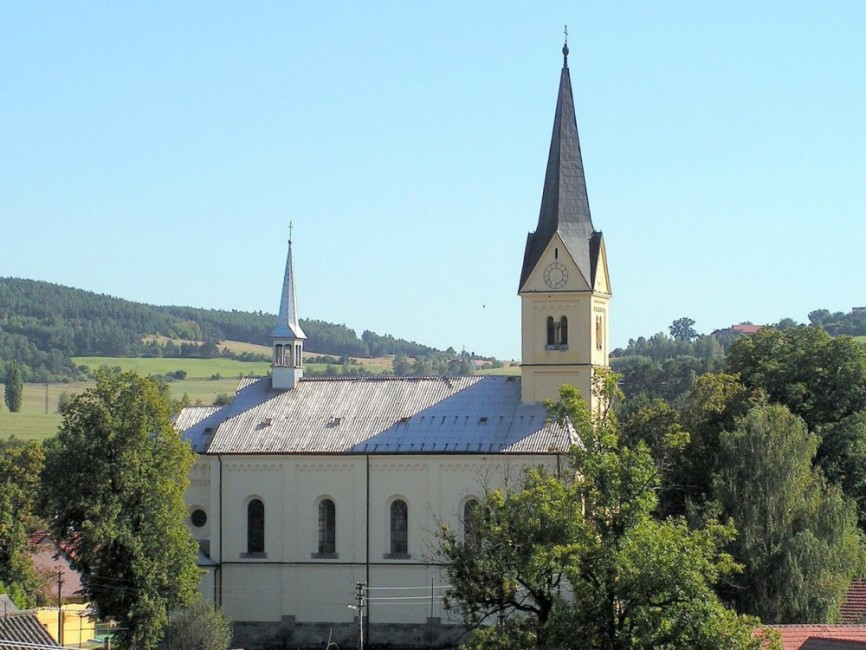
Pohled od severu
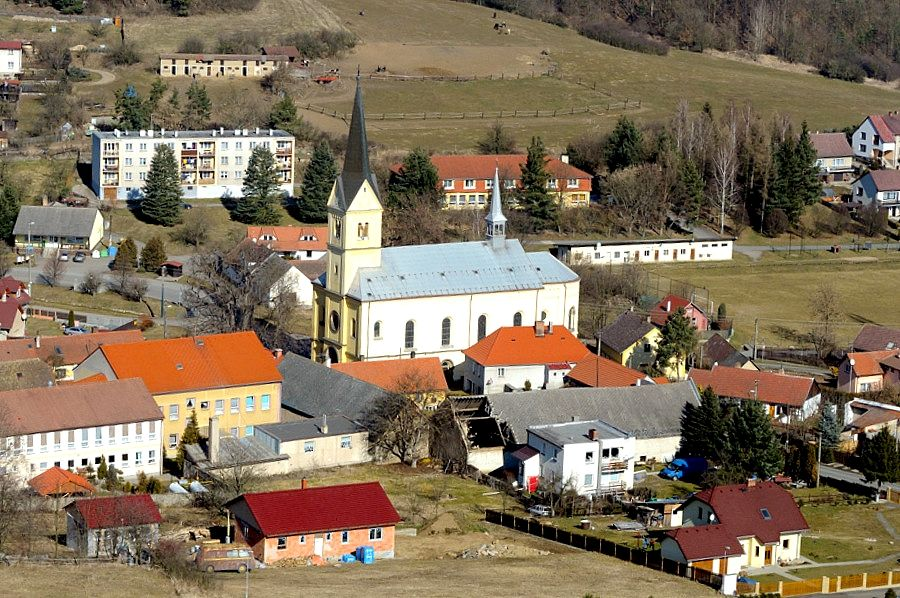
Letecký snímek v zimě

Interiér
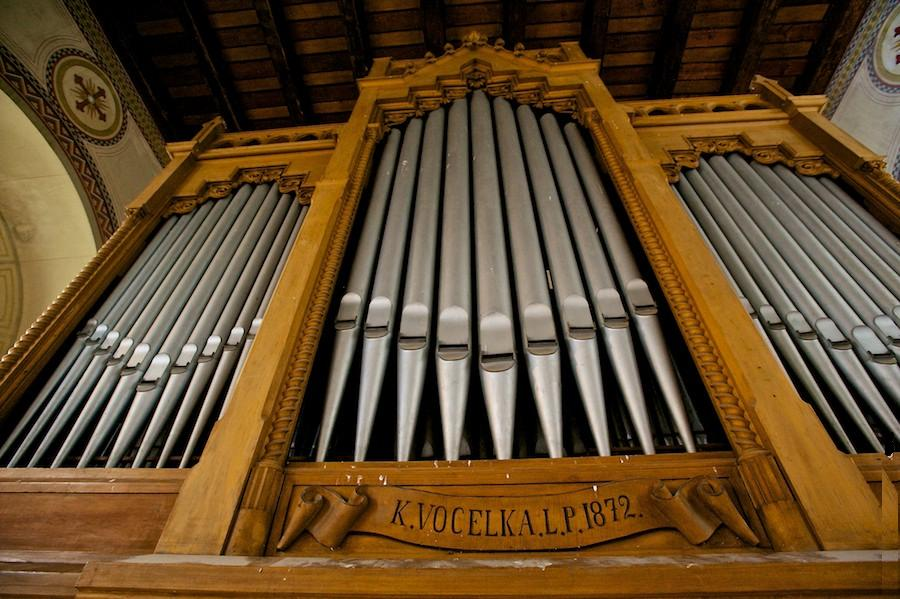
Varhany
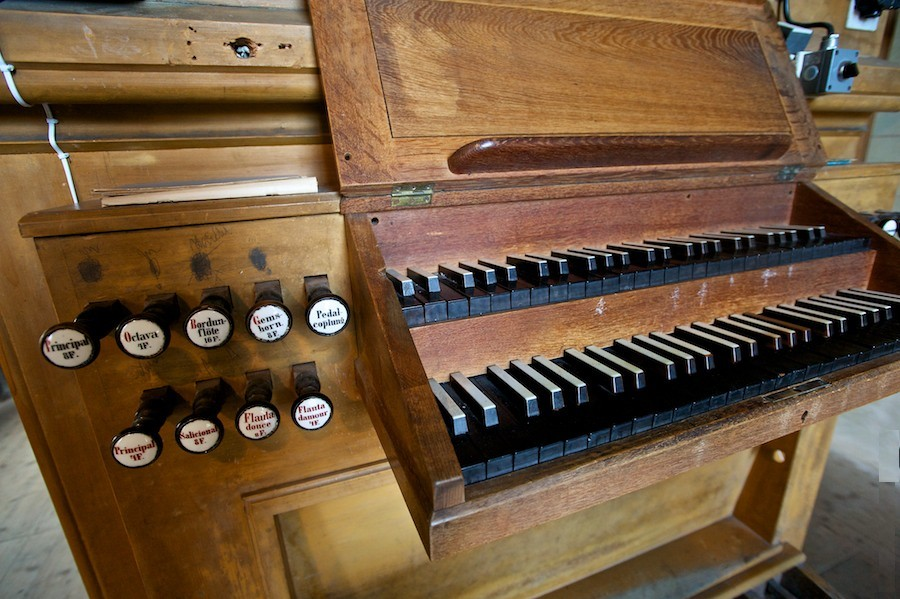
Klávesnice
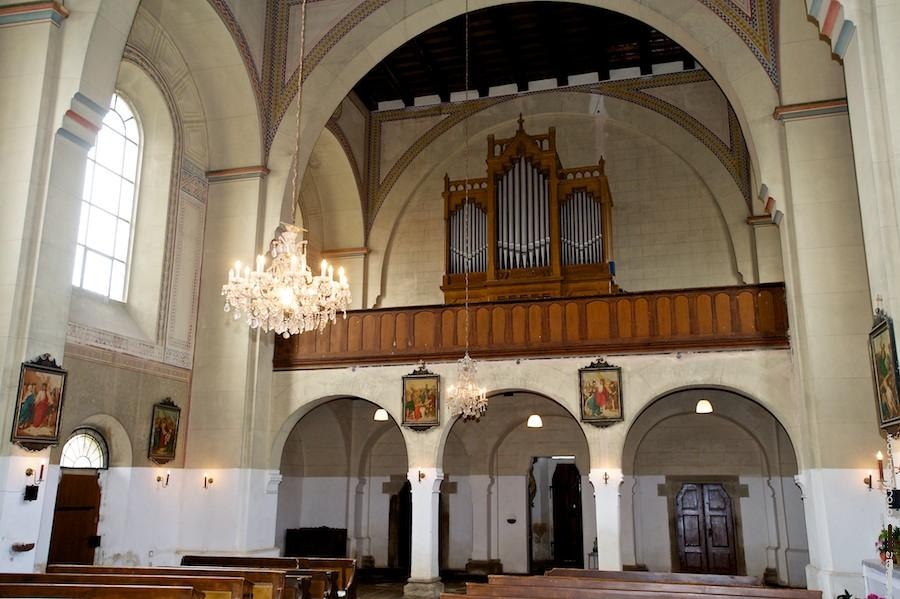
Pohled na kruchtu
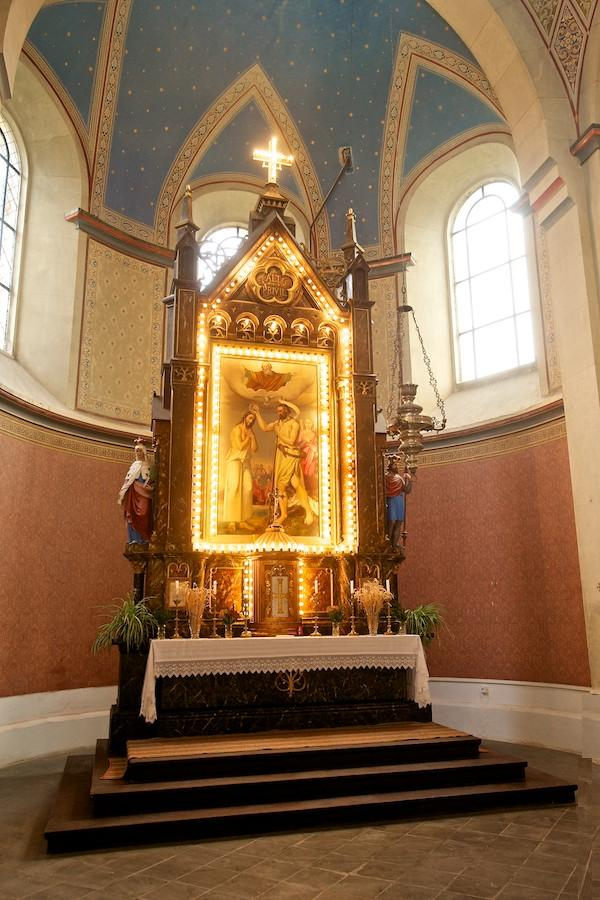
Hlavní oltář
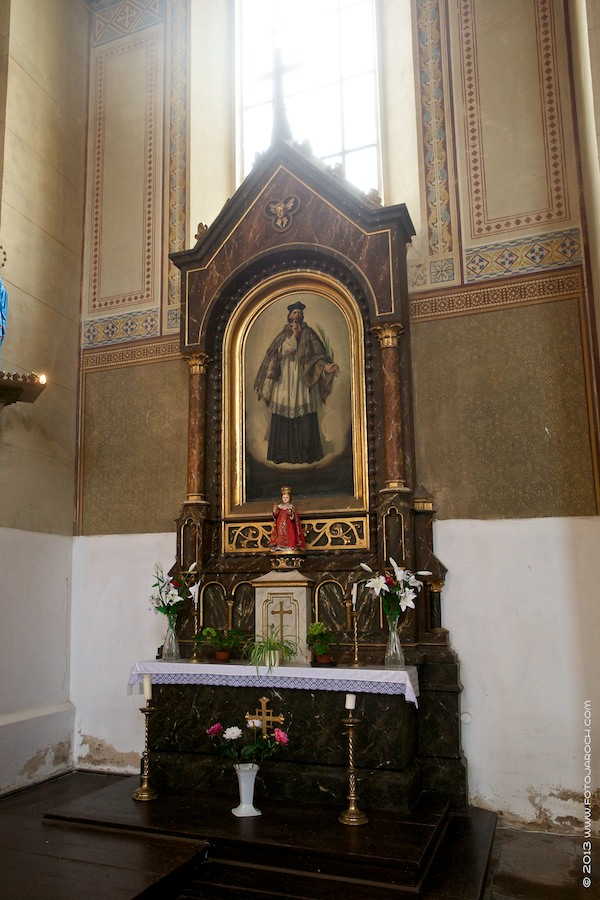
Boční oltář